# دينيس ديميتروف
دينيس ديميتروف هو منافس ألعاب قوى بلغاري، ولد في 10 فبراير 1994 في مونتانا في الولايات المتحدة.

## وصلات خارجية
- دينيس ديميتروف على موقع الاتحاد الدولي لألعاب القوى (الإنجليزية)